# Zoologická zahrada Jihlava
Zoologická zahrada Jihlava, která získala status zoo v roce 1982, leží v údolí říčky Jihlávky. V areálu jsou vodní plochy, zalesněné svahy, louky i skály a to v bezprostřední blízkosti centra města. Jihlavská zoo je domovem pro téměř 250 druhů exotických zvířat, včetně druhů ohrožených vyhubením. Zoo se specializuje na chov kočkovitých šelem, opic a plazů.

## Historie
Jihlavská zoo se rodila celkem nenápadně. Vše začalo záměrem vybudovat zookoutek v zalesněném údolí toku říčky Jihlávky zvaném Heulos, na pomezí bývalých katastrálních území Jihlava-Brtnické Předměstí a Dřevěné Mlýny. S nápadem přišel v roce 1957 Oldřich Vávra, inspektor pro kulturu, zakladatel a vedoucí populární Vávrovy skupiny. Spojil své síly s Jindřichem Weissem, který pracoval jako šéf kulisáků v jihlavském divadle.
Základ zookoutku tvořila především Weissova zvířata – bažanti a papoušci. Postupem času k nim přibyl pár medvědů hnědých, australští dingové, šakali, jaci, daňci, srny a karpatští medvědi. Většinou kuriózním způsobem Jindřich Weiss získal zvířata z různých koutů Evropy i České republiky: například když pomohl odchytit uprchlou samičku dikobraza ze zoo v Ústí nad Labem a dostal ji darem jako odměnu.
Postupem doby zařízení překročilo status zookoutku. Byly vybudovány stáje, voliéra pro dravce a jiná zařízení, z nichž některá slouží dodnes. V roce 1960 po Jindřichu Weissovi jako vedoucí nastoupil Josef Vitásek. Za něj došlo i na zařízení na první pohled nepodstatné – lednici. Díky ní už nebylo nutné jezdit denně pro čerstvé maso pro zvířata na jatka. Zbudován byl pavilon opic a stáje pro kopytníky.

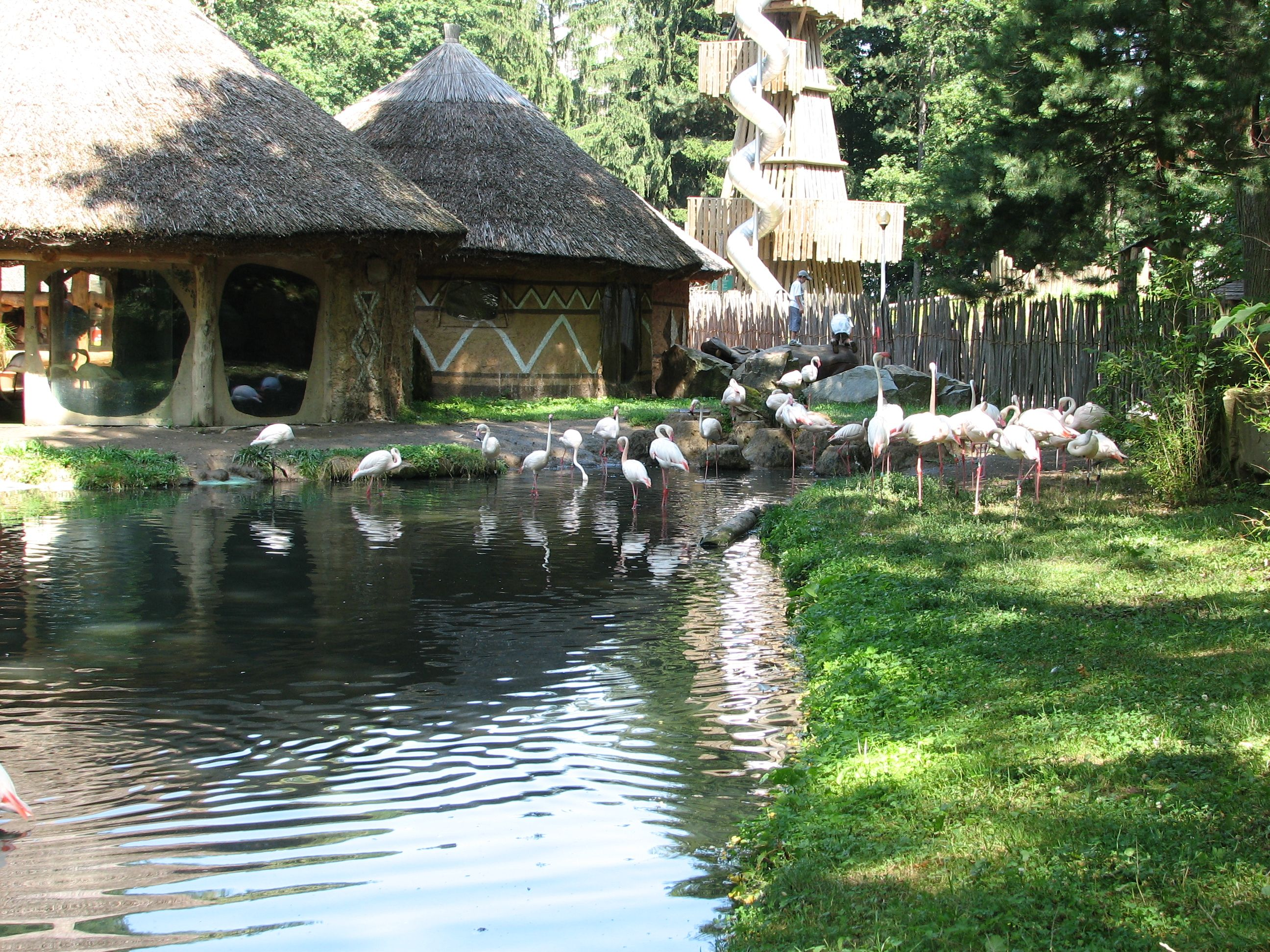
Africká vesnice s plameňáky starosvětskými

V roce 1967 do čela zookoutku nastoupil někdejší kurátor plazů královédvorské zoo Ing. Vladislav Jiroušek. Během skoro čtyřicetiletého období jeho ředitelství se z nepříliš komfortních prostor, které sloužily podle jeho slov spíše jako odkladiště nepohodlných zvířat z jiných zoo či zařízení, stala špičková zoologická zahrada se vším všudy (oficiálně získala status zoo v roce 1982). Musela překonat nejen negativní přístup mnoha úředníků a státních institucí, ale i živelní pohromu v podobě povodně v roce 1985, stejně tak nejisté období po sametové revoluci, které znamenalo drastické zvýšení cen a pokles návštěvnosti.
V roce 1994 byla zoo přijata za člena Evropské asociace zoologických zahrad a akvárií (EAZA), což ji posunulo mezi významné evropské zoo. Deset let od vzniku samostatné České republiky se neslo ve znamení budování, přestavování, adaptování se na mezinárodní standardy a poměry.
V červenci roku 2005 na post ředitelky zoo nastoupila bývalá tisková mluvčí zahrady Ing. Eliška Kubíková. Vnikly zde nové pavilony: mexické pueblo – Hacienda Escondido či moderní expozice pro chov medvědů malajských – Malay Medan. Zároveň zoo vstoupila do etapy svého největšího rozvoje: v roce 2011 se začal budovat projekt Zoo pěti kontinentů, v rámci něho vzniká v zoo řada nových expozicí a zvyšují se počty chovaných zvířat. Z nichž některá jsou v České republice chována pouze zde, např. babirusa sulaweská. V roce 2018 získala zoologická zahrada Cenu hejtmana Kraje Vysočina za společenskou odpovědnost, 2. místo v kategorii veřejný sektor – ostatní.
Současným ředitelem jihlavské zoologické zahrady je (od července roku 2018) Ing. Jan Vašák, který pracoval v jihlavské zoologické zahradě čtvrt století. Jeho snahou je přichýlit se ke specializaci na některé taxonomické skupiny zvířat, jako jsou zejména starosvětští primáti. Rád by také doplnil expozici Africké savany o expozice drobných antilopek. I nadále by se chtěl věnovat kočkovitým šelmám, které bere jako tradiční chovance, stejně jako plazy. Pilířem je podle Vašáka snaha přenést aktivity jihlavské zoo i směrem k ochraně míst, kde se zvířata vyskytují. V současné době hledá cesty, kterými by bylo možné jít v rámci právního statutu.

## Současnost

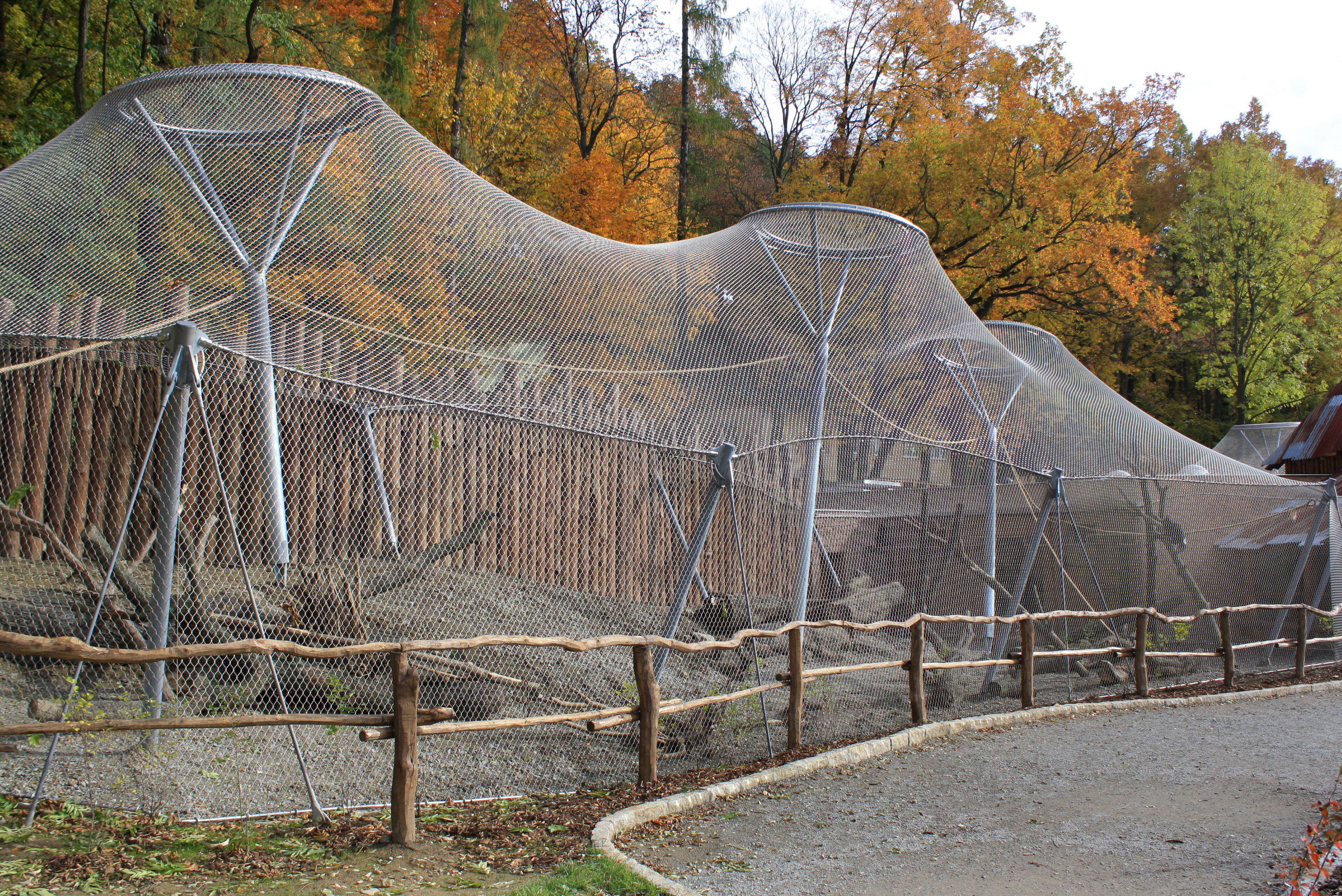
Výběhy pro africké opice

V roce 2011 vstoupila zoo do vůbec největší etapy svého rozvoje. Byl zahájen projekt Zoo pěti kontinentů, jehož rozpočet činil 135 miliónů Kč a více než 94 miliónů financovala Evropská unie – ROP NUTS II Jihovýchod. V rámci něho vyrostli ojedinělé nové expozice: 20. dubna 2013 byla otevřena expozice Australská farma, dále ji v červnu následovala expozice Africká savana a po ní expozice afrických primátů, hyen, Asijská expozice a celý projekt byl úspěšně dokončen v prosinci roku 2015, kdy byl slavnostně otevřen nový pavilon plazů.
Jihlavská zoo je příspěvkovou organizací řízenou magistrátem v Jihlavě, který poskytuje finance. Každým rokem ovšem zoo zvyšuje míru své soběstačnosti.
Zoo Jihlava je rozdělena na několik expozic, v nichž se nachází vždy zvířata z určitého kontinentu nebo i menší oblasti. Kromě nich je zde i Dům koček a Tropický pavilón. Drápkaté opice, jež jsou symbolem zoo, jsou umístěny v různých pavilonech nebo expozicích. Jeden druh, tamarín pinčí, pobíhá po zoo volně.

### Chovaná zvířata

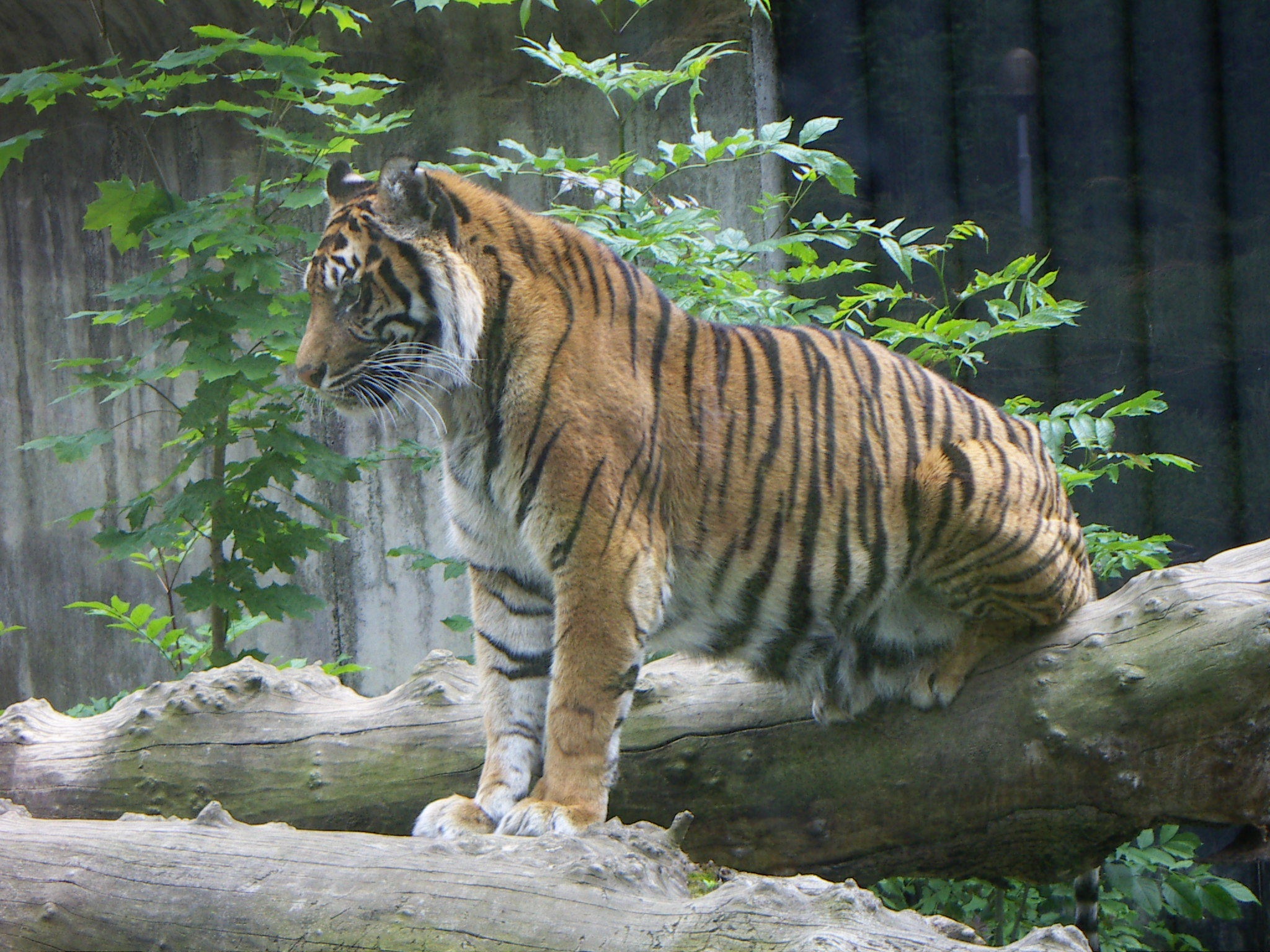
Tygr patří do specializace Zoo Jihlava. V roce 2013 se zde narodila i tygří samička Činta.

Specializací zoo je chov kočkovitých šelem, opic a plazů. Momentálně je domovem pro cca tisíc zvířat v 250 druzích. V Česku má největší kolekci drápkatých opic a jako jedna z mála chová jedovaté hady. 32 druhů patří mezi ohrožené druhy zapsané v tzv. Červeném seznamu IUCN: je mezi nimi většina kočkovitých šelem (např. tygr sumaterský, levhart perský, levhart sněžný neboli irbis, ocelot stromový), primátů (lemuři, giboni či zástupci z čeledi kosmanovitých), želv, hadů anebo medvěd malajský, který je nejmenším zástupcem medvědů na světě. Od června roku 2016 chová také vlky iberské.
17 druhů je zařazených do Evropských záchovných programů (European Endangered Species Programme – EEP).

### Servis pro návštěvníky

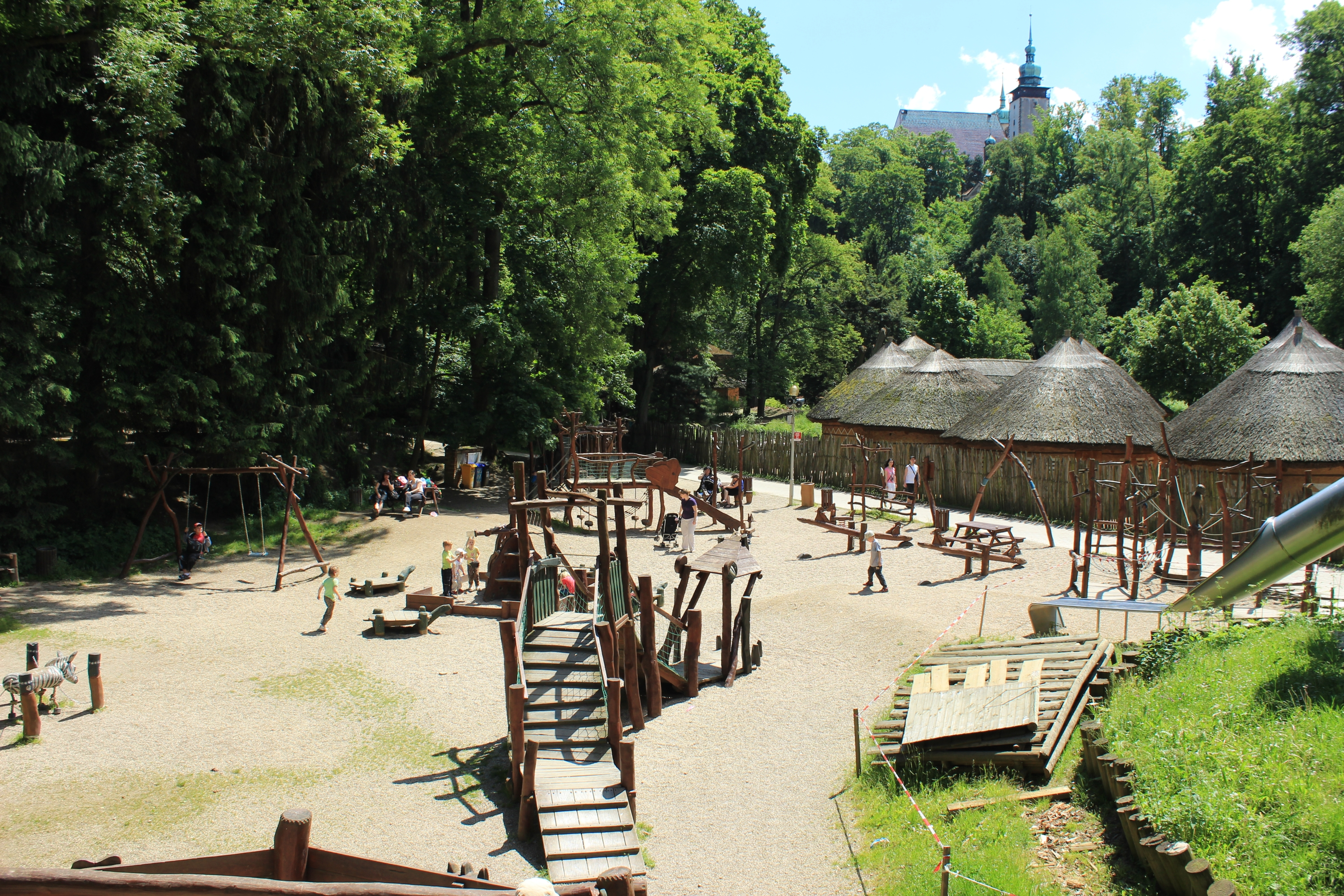
Místní servis pro dětské návštěvníky

Kromě zvířat nabízí zoo pro své návštěvníky i řadu vedlejších aktivit a atrakcí. Zadní část zoo patří kromě africké vesnice Matongo dětskému areálu. Nepostradatelné jsou samozřejmě toalety a hned několik míst s občerstvením. Návštěvníci si mohou ze své návštěvy odnést jako vzpomínku dárek či suvenýr.
Volně přístupný je výběh koz kamerunských ve vesnici Matongo. Tito nejmenší zástupci poddruhů kozy domácí pocházející ze severní Afriky jsou velice temperamentní a rády se nechají zlákat na speciální krmivo, které je u výběhu k dispozici.

## Expozice

### Africká savana

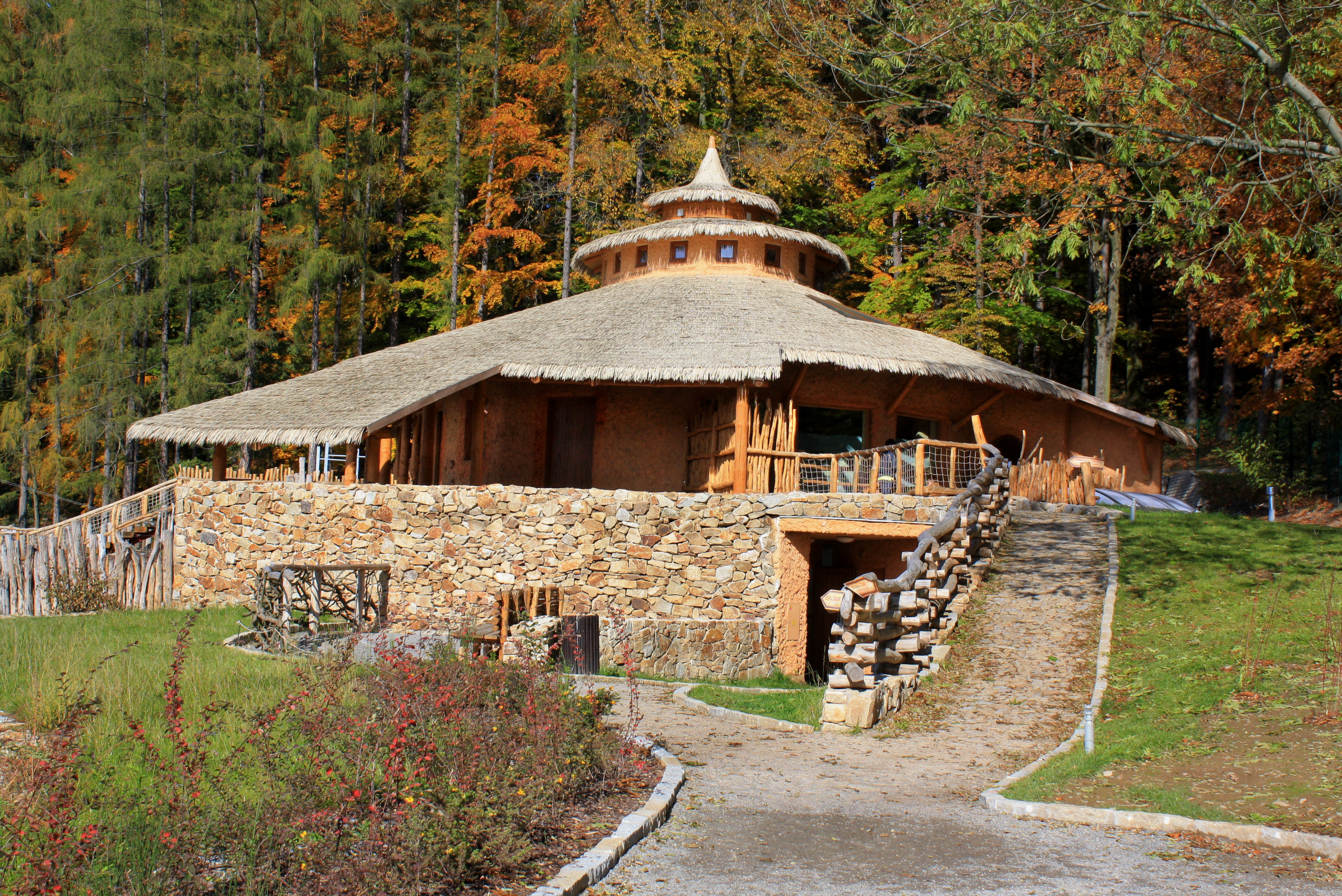
Pavilon Africká savana od jihu

Expozice Africká savana je umístěna za novým hlavním vchodem v západní části zoo. Byla otevřena v létě 2013. Centrem expozice je pavilon ve tvaru velké africké chýše, ve kterém největší prostor zaujímá stáj žiraf (núbijská a síťovaná). Jsou zde však i výběhy zeber Burchelových a antilop (nyala nížinná, voduška abok). V interiéru jsou menší šelmy (fenci a kočky pouštní arabské). V chodbě v patře je několik terárií pro zvířata aktivní především za soumraku nebo v noci, např. komba Garnettova (Otolemur garnettii).
K expozici Africká savana přiléhá i další expozice a africkými opicemi. Kromě menšího pavilonu ji tvoří dva velké pletivem zcela kryté výběhy. Africkou oblast pak na severní straně zakončuje výběh a pavilon hyen žíhaných. Obě tyto expozice byly dokončeny také v roce 2013.

### Australská farma
Dům je postavený podle skutečných farem australských osadníků. V jeho okolí i v jednotlivých místnostech jsou expozice australských zvířat. Návštěvnící se zde setkají s klokany (horský východní, uru), klokánky (králíkovitý Ogilbyův, krysí, rudohnědý) a dalšími vačnatci z čeledí kunovcovitých (vakorejsek čtyřprstý), kuskusovitých (kuskus novoguinejský, kusu liščí) a vakoverkovitých (vakoveverka létavá) a také s australskými zástupci čeledi myšovitých (klokanomyš spinifexová, myš bobří). Z ptáků zde chovají především papoušky (latam vlaštovčí, lori horský, papoušek vlnkovaný, papoušek zpěvavý, rosela žlutobřichá, zebřička pestrá), ale najdeme zde i flétnáky tasmánské či ledňáky obrovské.

### Babiččin dvoreček
Malá expozice s drobnými českými domácími zvířaty. Najdeme zde kury (česká kropenka zlatá zdrobnělá), holuby (benešovký bílý) a králíky (český luštič).

### Escondido
Zahrnuje výběhy jihoamerických živočichů se středobodem Hacienda Escondido a původní Amazonský pavilon s rybami (glyptoper velkoploutvý, krunýřovec, piaraktus plodožravý, skalára amazonská, vrubozubec paví) a drápkatými opičkami -  tamaríni (bělovousý, pinčí, vousatý šedavý), kosmani (běločelý, černovousý, stříbřitý, zakrslý východní), lvíček zlatý nebo také lenochod dvouprstý

### Dům koček
Pavilon patří kočkovitým šelmám: jeho součástí jsou venkovní výběhy s trávou, stromy s nezbytnou vodní plochou, i vnitřní prostor pro chladná zimní období.

### Himaláj
Vstup do expozice lemují barevné praporky. Nachází se zde domek s modrými okny a dveřmi. Ve výbězích najdeme levharty sněžné a pandy červené.

### Parčík Hokkaidó
Asijský parčík k relaxaci nabízí nízké barevné azalky, jezírko s mostkem, a japonské javory Přes průhledy je možné pozorovat ve výbězích jeřáby mandžuské.

### Malay Medan
Výběh napodobuje prostředí typické pro Malajsii. Dominantním prvkem je zde rozlomený kmen stromu tualang (Koompassia excelsa), který je největší tropický strom v Malajsii a může dorůst až 85 m. Nazývá se také medový strom, protože v něm s oblibou hnízdí divoké včely. Dutinou stromu je možné projít k průhledům do vnitřních ubikací medvědů malajských.

### Další expozice
- Matongo – vesnice s africkými chýšemi, kaloni, lemury a plameňáky
- Shetlandy – výběh shetlandských poníků, kterému dominuje malý maják